# Bernardino Zendrini (författare)
Bernardino Zendrini, född den 6 juli 1839 i Bergamo, död den 2 augusti 1879 i Palermo, var en italiensk lyriker, översättare och kritiker.
Zendrini uppfostrades i tyska Schweiz och promoverades 1861 till juris doktor i Pavia med en mycket uppmärksammad avhandling om "en fri kyrka i en fri stat", men övergav den juridiska banan och antog 1862 lärarplatsen i italienska vid lyceet i Como, vilken anställning han 1865 utbytte mot en dylik i Ferrara. Zendrini utgav 1865 sin framstående översättning av Heines Buch der Lieder ("II canzoniere di Enrico Heine"; 3:e förbättrade upplagan 1879) och beredde därigenom den tyske skalden ett stort insteg hos Italiens vittra värld. Han kallades till professor i tyska litteraturen vid universitetet i Padua och övertog 1875 en professur i italienska språket och litteraturen vid Palermos universitet. År 1871 utgav Zendrini sina egna dikter, Prime poesie, som visar honom som en formskicklig lyriker. I kritiska och andra skrifter (bland annat i Nuova antologia) utmärkte han sig för sin prosastil och sina skarpa omdömen. Zendrinis Opere complete utgavs i 6 band 1881-1886.